# 奥乐妥珠单抗
奥乐妥珠单抗（INN：otlertuzumab；开发代号：TRU‐016）是一种靶向CD37的人源化单克隆抗体，设计用于治疗癌症。
该药物由Emergent BioSolutions开发，已进入淋巴瘤和慢性淋巴细胞白血病的临床试验。